# Šebestěnice
Šebestěnice település Csehországban, a Kutná Hora-i járásban. Šebestěnice Vlkaneč és Zbýšov településekkel határos. Lakosainak száma 80 fő (2024. január 1.).

## Népesség
A település lakosságának változását az alábbi diagram mutatja:
| Lakosok száma | 292  | 261  | 233  | 178  | 127  | 89   | 93   | 90   | 94   | 80   |
|               | 1869 | 1900 | 1921 | 1961 | 1980 | 2011 | 2016 | 2019 | 2021 | 2024 |